# ایمو رپ
ایمو رپ (به انگلیسی: Emo rap) یک ژانر تلفیقی از هیپ هاپ و ایمو است که در اواسط دههٔ ۲۰۱۰ از ساوندکلاود رپ منشأ گرفت. این ژانر، بیت‌ها و رپ‌خوانی موسیقی هیپ هاپ را با مضامین، سازها و آوازهای مختص موسیقی ایمو تلفیق می‌کند. همچنین تحت تأثیر ژانرهای راک مانند ایندی راک، دریم پاپ، گرانج، پاپ پانک و نیو متال و نیز عناصر هیپ هاپِ موسیقی ترپ، کلاود رپ و آلترناتیو هیپ هاپ است. گاهی اوقات اصطلاح «ایمو رپ» با «ساوندکلاود رپ» ادغام می‌شود.